# ژوری
ژوری (به لاتین: Żory) یک منطقهٔ مسکونی در لهستان است که در استان سیلسیان واقع شده‌است.

## خصوصیات
ژوری ۶۴٫۶۴ کیلومترمربع مساحت و ۵۸٬۹۱۵ نفر جمعیت دارد.

## خواهرخوانده
شهرهای Montceau-les-Mines، کمپ-لینتفورت، مزوکوشت و پاسوالیس خواهرخوانده‌های ژوری هستند.